# فرانس فرسخورن
فرانس فرسخورن (انگلیسی: Frans Verschueren؛ زادهٔ) دوچرخه‌سوار اهل بلژیک است.